# Dudari-patak
A Dudari-patak a Bakonyban ered, Veszprém vármegyében, mintegy 370 méteres tengerszint feletti magasságban. A patak forrásától kezdve északi irányban halad, majd Csesznektől északra eléri a Cuha-patakot.

## Part menti települések
- Dudar
- Bakonyoszlop
- Bakonyszentkirály